# ヒダヤット・イナヤット＝カーン

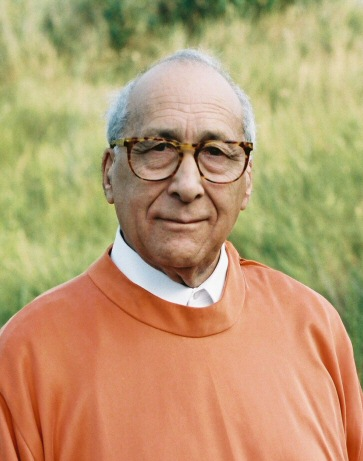
ヒダヤット・イナヤット＝カーン

ヒダヤット・イナヤット＝カーン（ウルドゥー語: هدايت عنایت  خان、Hidayat Inayat Khan、1917年8月6日 - 2016年9月12日）はイギリスの作曲家、国際スーフィズム運動の指導者。

## 人物
ロンドンでスーフィズム指導者のハズラット・イナヤット・カーンの子として生まれる。1932年にパリのエコールノルマル音楽院に入学し、ナディア・ブーランジェに作曲を師事した他、ヴァイオリンも学んだ。さらにブダペストでレナー弦楽四重奏団の開いた室内楽講座に出席した。
1942年にフランスのデイユルフィ音楽院の教授に就任したが、後にオランダに行き、ハールレム交響楽団のヴァイオリニストとなった。1952年、シェルトゲンボッシュのオーケストラを指揮し、自作の『交響詩ヘ調』を放送した。また同年に室内オーケストラを結成した。
1957年にはパリで『ズィクル（唱道）交響曲』がジョルジュ・プレートルの指揮で初演された。マハトマ・ガンディー生誕百周年の1969年には、『ガンディー交響曲』がオランダでのユネスコ特別コンサートで演奏され、その後もアメリカ合衆国でたびたび放送された。
作品には『弦楽のための協奏曲』のようなオーケストラ曲、『弦楽四重奏曲』のような室内楽曲、スーフィーの賛美歌集などの合唱曲などがある。作風はラーガを基礎に和声を組み合わせたもの、つまり東洋の単旋律と西洋のポリフォニーを融合させたものである。
1988年から国際スーフィズム運動の指導者（ムルシド）となり、現在はオランダとフランスのシュレンヌに居を構えつつ、世界中で講演を行っている。